# Control Z
Control Z ist eine mexikanische Dramaserie von Carlos Quintanilla Sakar, Adriana Pelusi und Miguel García Moreno. Die Serie wurde von Lemon Studios für Netflix produziert und am 22. Mai 2020 veröffentlicht. Am 4. August 2021 erfolgte die Veröffentlichung der zweiten und am 6. Juli 2022 der dritten und finalen Staffel.

## Handlung
Während einer Schulversammlung am Colegio Nacional (Nationale Schule) wird durch einen Hacker ein großes Geheimnis einer Schülerin offenbart und unter den Schülern bricht Panik aus. Im Laufe der Zeit veröffentlicht der Hacker die Geheimnisse der anderen Schüler, was dafür sorgt, dass die Schüler sich von den verratenen Schülern abwenden. Sofía Herrera, eine introvertierte Jugendliche, versucht den Hacker zu finden, noch bevor dieser ihr eigenes Geheimnis veröffentlichen kann.

## Besetzung
| Schauspieler           | Rolle                      | Staffel       | Staffel    | Staffel       |
| Schauspieler           | Rolle                      | 1             | 2          | 3             |
| ---------------------- | -------------------------- | ------------- | ---------- | ------------- |
| Ana Valeria Becerril   | Sofía Herrera              | Hauptrolle    | Hauptrolle | Hauptrolle    |
| Michael Ronda          | Javier Williams            | Hauptrolle    | Hauptrolle | Hauptrolle    |
| Yankel Stevan          | Raúl León                  | Hauptrolle    | Hauptrolle | Hauptrolle    |
| Zión Moreno            | Isabela de la Fuente       | Hauptrolle    |            |               |
| Luis Curiel            | Luis Navarro               | Hauptrolle    |            |               |
| Samantha Acuña         | Alejandra "Alex" Salomone  | Hauptrolle    | Hauptrolle | Hauptrolle    |
| Macarena García Romero | Natalia Alexander          | Hauptrolle    | Hauptrolle | Hauptrolle    |
| Fiona Palomo           | María Alexander            | Hauptrolle    | Hauptrolle | Hauptrolle    |
| Andrés Baida           | Pablo García               | Hauptrolle    | Hauptrolle | Hauptrolle    |
| Patricio Gallardo      | Gerardo "Gerry" Granda     | Hauptrolle    | Hauptrolle | Hauptrolle    |
| Iván Aragón            | Darío                      | Hauptrolle    | Hauptrolle | Hauptrolle    |
| Xabiani Ponce de León  | Ernesto                    | Hauptrolle    | Hauptrolle | Hauptrolle    |
| Patricia Maqueo        | Rosa "Rosita" Restrepo     | Hauptrolle    | Hauptrolle | Hauptrolle    |
| Rodrigo Cachero        | Miguel Quintanilla         | Hauptrolle    | Hauptrolle | Hauptrolle    |
| Rocío Verdejo          | Nora                       | Hauptrolle    | Hauptrolle | Hauptrolle    |
| Mauro Sánchez Navarro  | Bruno                      | Hauptrolle    |            | Wiederkehrend |
| Lidia San José         | Gabriela                   | Hauptrolle    | Hauptrolle | Hauptrolle    |
| Thanya López           | Susana                     | Hauptrolle    | Hauptrolle | Hauptrolle    |
| Renata del Castillo    | Lulú                       | Hauptrolle    | Hauptrolle | Hauptrolle    |
| Arturo Barba           | Rogelio Herrera/Fernando   | Hauptrolle    | Hauptrolle | Hauptrolle    |
| Kariam Castro          | Valeria                    | Hauptrolle    | Hauptrolle | Hauptrolle    |
| Ariana Saavedra        | Regina                     | Hauptrolle    | Hauptrolle | Hauptrolle    |
| Ana Sofía Gatica       | Claudia                    |               | Hauptrolle | Hauptrolle    |
| Cristian Santin        | Antonio Segovia "El Güero" | Wiederkehrend | Hauptrolle | Hauptrolle    |
| Sandra Burgos          | Marta                      | Wiederkehrend | Hauptrolle | Hauptrolle    |
| Pierre Louis           | Felipe "Pipe"              |               | Hauptrolle | Wiederkehrend |